# アルトレンブルク協定
アルトレンブルク協定（アルトレンブルクきょうてい、ドイツ語: Konvention von Artlenburg）は、1803年7月5日に締結された、ハノーファー選帝侯領とナポレオン・ボナパルトの軍の間の条約。

## 概要
エドゥアール・モルティエ率いるフランス軍が1803年6月3日にヨハン・ルートヴィヒ・フォン・ヴァルモンデン＝ギンボルンとスーリンゲン協定（Konvention von Sulingen）を締結した後、5日にはハノーファーに入城し、モルティエはハルデンベルグシュエス・ハウスを宿舎として使った。
ハノーファー軍はエルベ川北岸のザクセン＝ラウエンブルク公領に退却した。その後、ナポレオンはスーリンゲン協定の批准を拒否した。そして、7月5日にはヴァルモンデン＝ギンボルンがハノーファー軍の総司令官としてアルトレンブルクで協定に署名、ハノーファー選帝侯領の降伏とハノーファー軍の解体に同意した。